# Trichopria myrmecophila
Trichopria myrmecophila  (лат.) — вид паразитических мирмекофильных наездников семейства диаприиды надсемейства Proctotrupoidea (или Diaprioidea, Diapriini) подотряда стебельчатобрюхие отряда перепончатокрылые насекомые. Южная Америка: Аргентина (Buenos Aires). Мелкие насекомые (длина около 1 мм). Ассоциированы с огненными муравьями Solenopsis richteri (Emery) (Solenopsis). Первоначально был описан в 1921 году под названием Phaenopria myrmecophila Kieffer, 1921
.